# 第三頸神經
第三頸神經（cervical spinal nerve 3, C3）是頸節脊神經的第三個分支，發源自第三頸椎上方。
第三頸神經支配的皮節（Dermatome）位於鎖骨中線上，鎖骨上窩內。支配的肌節負責使頸部屈向外側。

## 腹枝
C3腹枝加入頸神經叢，支配三個皮支、四個肌肉支。
- 皮支
  - 耳大神經：與C2共同支配耳廓與耳道一帶的皮膚。
  - 頸橫神經（英语：Transverse cervical nerve）：與C2共同支配頸部前面的皮膚。
  - 鎖骨上神經（英语：Supraclavicular nerve）：與C4共同支配鎖骨上下的皮膚。
- 肌肉支
  - 頸襻：C1-C3，支配舌骨下肌群（英语：Infrahyoid muscles）（Strap muscles）。
  - 分節支（Segmental branches）：C1-C4，支配前斜角肌（英语：scalenes）與中斜角肌。
  - 提肩胛肌（英语：levator scapulae muscle）支：C3-C4，該肌肉另外也有來自臂神經叢（Brachial plexus，C5-T1）的肩胛背神經（英语：dorsal scapular nerve）（C5（英语：cervical spinal nerve 5））支配。
  - 膈神經：C3-C5，以C4為主，支配橫膈與心包膜。

## 背枝
- 內側分支由頭半棘肌（Semispinalis capitis）與頸半棘肌（Semispinalis cervicis）之間通過，穿入斜方肌（Trapezius）與夾肌（Splenius），形成第三枕神經（英语：Third occipital nerve）。
- 外側分支較為次要，與C2背枝外側分支合流，包含通往斜方肌、頭最長肌（Longissimus capitis）與頭半棘肌的神經纖維。